# Art balgo
 (juin 2017).
Si vous disposez d'ouvrages ou d'articles de référence ou si vous connaissez des sites web de qualité traitant du thème abordé ici, merci de compléter l'article en donnant les références utiles à sa vérifiabilité et en les liant à la section « Notes et références ».
L'art balgo appartient à la communauté aborigène de Balgo Hills en Australie.
Ils peignent des paysages abstraits vus du ciel, sous la forme d'un entrelacs de lignes, d'une infinité de points, d'une multitude de formes géométriques tracés dans des couleurs flamboyantes. Cet art puise ses sources et son sens dans l'histoire d'une des civilisations les plus anciennes du monde. Des fouilles archéologiques ont mis à découvert des peintures rupestres réalisées il y a environ 50 000 ans dans cette région de l'Australie occidentale. Cet art préhistorique précède ainsi les peintures d'Altamira et de celles de Lascaux en Europe. Ces peuples ont ainsi élaboré le plus vieux système religieux qui ait jamais existé, traduisant leur langage et leur philosophie dans un véritable art.
À la base de leur concept, il y a ce qu'ils nomment en anglais le « dreaming » ou le « temps du rêve » c'est-à-dire l' « aube de l'humanité ». Ces « dreamings » parcourent le monde sous la forme d'êtres prodigieux et lui donnent formes et consistance, créant, par exemple, les rivières et les rochers,  constituants ainsi une géographie sacrée. S'ils sont invisibles à nos yeux, ils sont toujours présents et le paysage naturel témoigne de leur existence.
Dans la cosmologie aborigène, la création n'est pas donnée pour toujours; la perpétuation même de la vie dépend de ces « dreamings » et afin que le monde continue d'exister, les initiés doivent périodiquement retourner sur les lieux de la création et célébrer ces êtres prodigieux par les rituels qu'ils ont laissés aux hommes. À travers leurs pratiques cultuelles et culturelles, les Aborigènes maintiennent donc notre monde, vivant et fertile.
Ne disposant ni de livres ni de musées, la tradition des aborigènes s'est donc perpétuée grâce à leur art éphémère: les dessins sont faits sur le sable avec un doigt ou un bout de bois et les peintures corporelles appartiennent aussi aux rites initiatiques. Tout cet art est fait pour être vu et utilisé par les seuls membres d'un groupe spécifique, il est utilisé pour parler de la vie quotidienne et informer les jeunes sur les comportements à respecter; ensuite il est effacé ou livré aux éléments.
Lorsque à la fin des années 1970, deux conseillers artistiques anglais, Geoff Bardon et Peter Fannin ont découvert le potentiel artistique des artistes aborigènes de Balgo Hills, ils comprirent qu'ils avaient la possibilité de réaliser une opération mercantile prometteuse, et fournirent gratuitement des toiles, plus faciles à transporter que les panneaux de bois utilisés habituellement.
Un débat avait alors eu lieu dans la communauté, au sujet des risques de rendre tangible et permanent un art, par nature et destination éphémère, et uniquement destiné à être utilisé dans le cadre de cérémonies fermées et secrètes. Il inventèrent alors une forme publique de leur art qui pourrait porter une part de leur philosophie, mais sans pour autant briser les tabous sacrés et secrets. Pour ce faire, ils transformèrent et firent évoluer les codes graphiques de leurs ancêtres et créèrent l'art balgo contemporain.